# Jiří Menzel

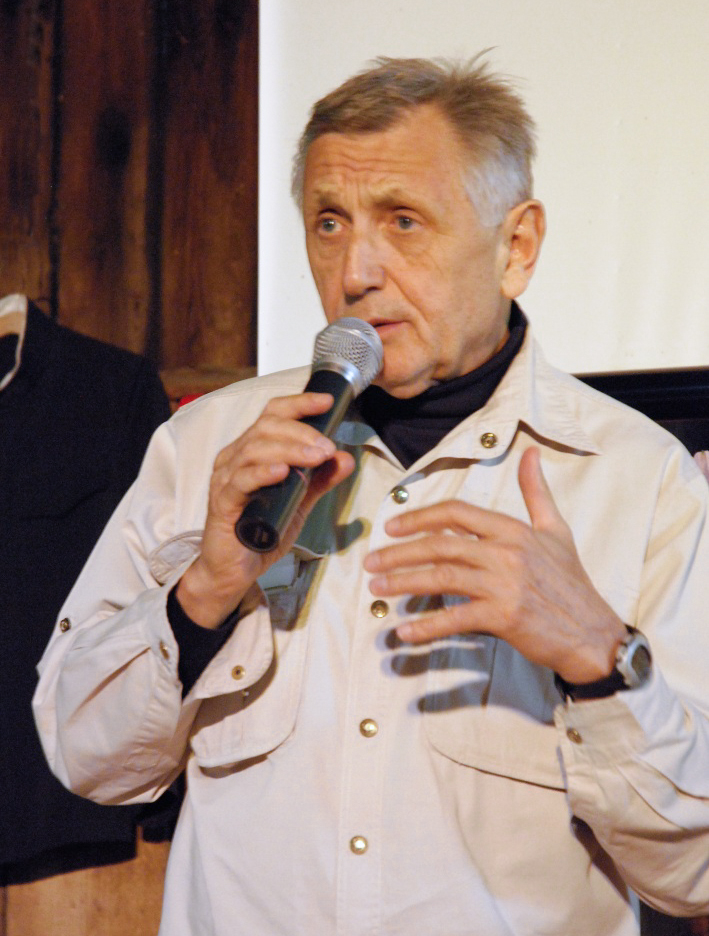
Jiří Menzel (2007)

Jiří Menzel (* 23. Februar 1938 in Prag; † 5. September 2020 ebenda) war ein tschechischer Regisseur und Schauspieler. Er war eine der Hauptfiguren der tschechoslowakischen Nouvelle Vague, die in den 1960ern weltweit für Aufsehen sorgte. Er inszenierte in den 1970er Jahren in Bochum am Schauspielhaus „Die drei Musketiere“.

## Karriere
Jiří Menzel wurde 1938 als Sohn des Kinderbuchautors Josef Menzel geboren. Während seiner Ausbildung an der Prager Filmhochschule FAMU von 1957 bis 1962 drehte er seine ersten Kurzfilme Domy z panelů (1960) und Umřel nám pan Foerster (1962). Danach arbeitete er bis 1965 bei der Wochenschau. Eine Tournee mit der Theatergruppe „La Madragola“ führte ihn 1967 durch die Tschechoslowakei und andere osteuropäische Länder. Menzel inszenierte an Theatern in Stockholm, Basel und Bochum.
Sein Filmdebüt als Schauspieler gab Menzel 1962 in Strop von Věra Chytilová. Menzel war seitdem sowohl als Darsteller als auch Regisseur in Kino- und Fernsehproduktionen tätig. Seine Komödie Liebe nach Fahrplan aus dem Jahr 1966 wurde beim Internationalen Filmfestival Mannheim-Heidelberg ausgezeichnet und erhielt einen Oscar, sein späterer Film Heimat, süße Heimat von 1985 wurde ebenfalls für den Oscar nominiert. Menzels Komödie Rozmarné léto (1968) wurde auf dem Filmfestival in Karlovy Vary prämiert.

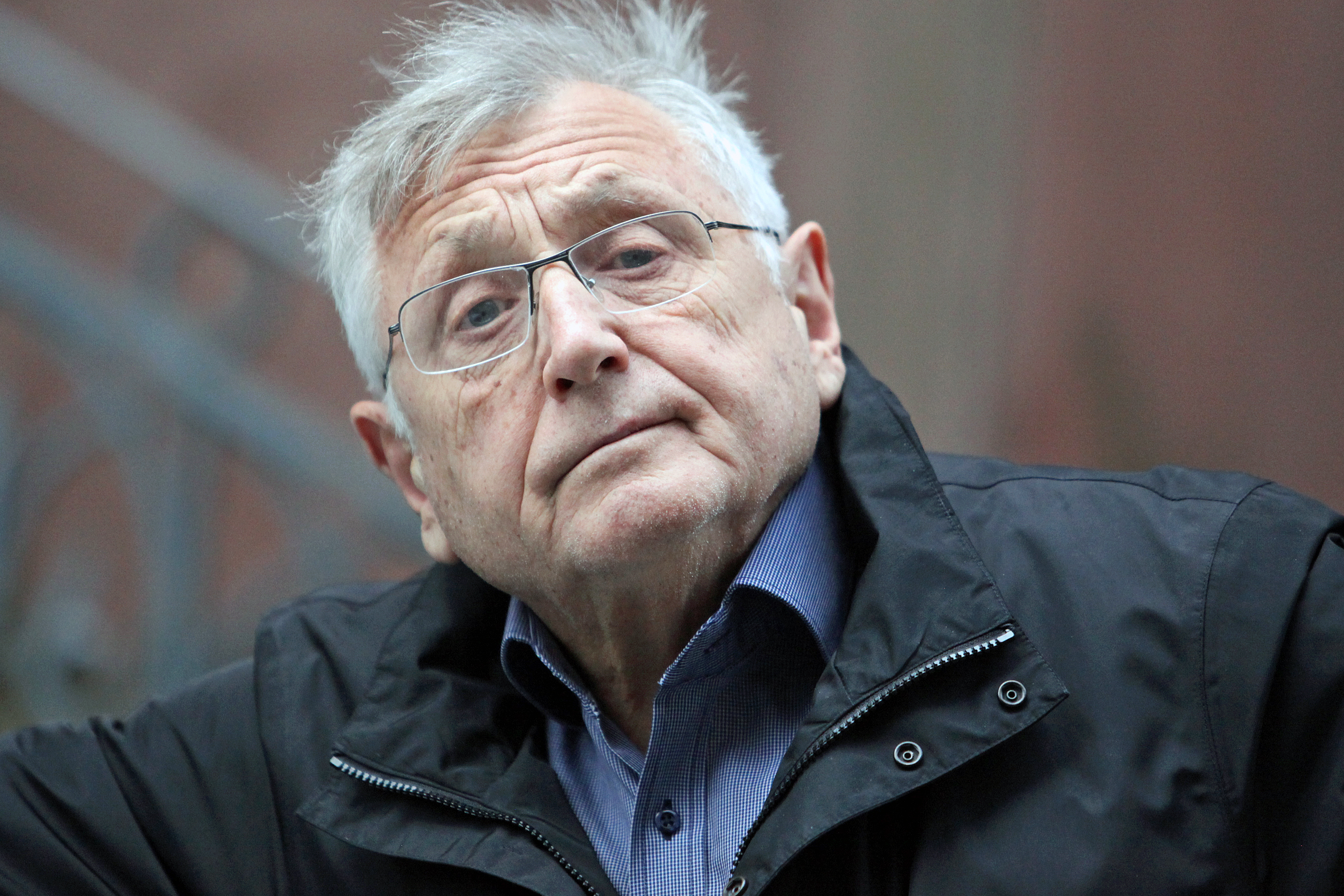
Jiří Menzel in Wiesbaden im April 2016

Für literarische Vorlagen bediente sich Menzel häufig bei seinem Landsmann Bohumil Hrabal; als er 1969 dessen Lerchen am Faden verfilmte, wurde dieser satirische Film nach der Niederschlagung des Prager Frühlings verboten. Er wurde erst 1990 bei der Berlinale einem internationalen Publikum gezeigt und mit dem Goldenen Bären ausgezeichnet. Menzel wurde 1970 mit einem Berufsverbot beim Film belegt, wandte sich dem Theater zu und galt als prägende Figur seiner Hausbühne im Prager Stadtteil Vinohrady.
Mit Postřižiny (1980), einer Geschichte aus dem Böhmen der 1920er Jahre, hatte Menzel großen Erfolg beim Publikum. Mehrfach spielte er in den 1970er und 80er Jahren in ungarischen und deutschen Filmen, darunter in Gyula Maárs Felhőjáték (1983) und Krzysztof Zanussis Das lange Gespräch mit dem Vogel (1990).
In den 1990er Jahren bemühte sich Menzel zunächst erfolglos um die Verfilmung von Hrabals Ich habe den englischen König bedient. Erst 2005 konnte er, nach dem Scheitern mehrerer Konkurrenzprojekte (unter anderem von Karel Kachyňa), mit den Dreharbeiten beginnen. Der Film, mit Julia Jentsch und Oldřich Kaiser in den Hauptrollen, feierte im November 2006 seine Premiere und wurde ein Jahr später mit dem Böhmischen Löwen, dem nationalen Filmpreis Tschechiens, preisgekrönt.
Menzel starb nach langer Krankheit am 5. September 2020 im Alter von 82 Jahren mit einer COVID-19-Erkrankung.

## Filmografie

### Regie
- 1960: Domy z panelů
- 1962: Umřel nám pan Foerster
- 1963: Von etwas anderem (O něčem jiném) (Regieassistenz)
- 1964: Mut für den Alltag (Každý den odvahu) (Schauspieler)
- 1965: Perlen auf dem Meeresgrund (Perličky na dně)
- 1965: Verbrechen in der Mädchenschule (Zločin v dívčí škole)
- 1966: Liebe nach Fahrplan (Ostře sledované vlaky)
- 1968: Zločin v šantánu
- 1968: Ein launischer Sommer (Rozmarné léto)
- 1969: Plakala, panna plakala (Fernsehfilm)
- 1969/90: Lerchen am Faden (Skřivánci na niti) (Berlinale-Gewinner 1990)
- 1971: Mandragola (Fernsehserie)
- 1972: Sechse kommen durch die Welt (Märchenfilm) DDR
- 1974: Wer den goldenen Boden sucht (Kdo hledá zlaté dno)
- 1974: Proměny krajimy
- 1975: Häuschen im Grünen gesucht (Na samotě u lesa)
- 1978: Die wunderbaren Männer mit der Kurbel (Báječní muži s klikou)
- 1980: Die Schur (Postřižiny)
- 1983: Das Wildschwein ist los (Slavnosti sněženek)
- 1984: Praha
- 1985: Heimat, süße Heimat (Vesničko má, středisková)
- 1985: Die Schokoladen-Schnüffler
- 1989: Ende der alten Zeiten (Konec starých časů)
- 1991: Prager Bettleroper (Žebrácká opera)
- 1994: Die denkwürdigen Abenteuer des Soldaten Iwan Tschonkin (Život a neobyčejná dobrodružství vojáka Ivana Čonkina)
- 2002: Ten Minutes Older (Episode: Dalších deset minut II.)
- 2006: Ich habe den englischen König bedient (Obsluhoval jsem anglického krále)
- 2013: Donšajni

### Schauspieler
- 1962: Strop
- 1964: Místo v houfu
- 1964: Kdyby tisíc klarinetů
- 1964: Mut für den Alltag (Každý den odvahu)
- 1964: Der Angeklagte (Obžalovaný)
- 1965: Bloudění
- 1965: Perličky na dně
- 1965: Niemand wird lachen (Nikdo se nebude smát)
- 1965: Volejte Martina
- 1966: Die Rückkehr des verlorenen Sohnes (Návrat ztraceného syna)
- 1966: Hotel pro cizince
- 1966: Flám
- 1967: Dita Saxová
- 1967: Soukromá vichřice
- 1968: Zločin v šantánu
- 1968: Ein launischer Sommer (Rozmarné léto)
- 1968: Der Leichenverbrenner (Spalovač mrtvol)
- 1970: Nevěsta
- 1972: Sechse kommen durch die Welt
- 1973: Třicet panen a Pythagoras
- 1976: Hra o jablko
- 1977: Guernica
- 1978: Die wunderbaren Männer mit der Kurbel (Báječní muži s klikou)
- 1978: Die Frau gegenüber
- 1979: Koportos
- 1979: Hra na tělo
- 1979: Modrá planeta
- 1979: Minden szerdan
- 1981: Szivzur
- 1981: Bulldoggen und Kirschen (Buldoci a třešně)
- 1982: Srdečný pozdrav ze zeměkoule
- 1983: Der Autovampir (Upír z Feratu)
- 1983: Capricen im Transit (Felhőjáték)
- 1983: Fandy, ó fandy
- 1986: Utíkejme už jde
- 1987: Das reinste Drama (Dámska jízda) (Fernsehfilm)
- 1989: Něžný barbar
- 1990: Zvláštní bytosti
- 1990: Das lange Gespräch mit dem Vogel
- 1990: Marta a já
- 1991: Die Volksschule (Obecná škola)
- 1992: Vsetko, co mam rad
- 1993: Die kleine Apokalypse (Mała apokalipsa/La petite apocalypse/La piccola apokalisse)
- 1994: Joint Venture
- 1995: Jak si zasloužit princeznu
- 1995: Má je pomsta
- 1996: Truck Stop
- 1996: Hospoda
- 1996: Draculův švagr
- 1997: Franciska vasárnapjai
- 1999: Všichni moji blízcí
- 2000: Sametová kocovina
- 2002: Potonulo groblje
- 2002: Útěk do Budína
- 2018: Dolmetscher (The Interpreter)